# Constantin Ionescu (general)
Articolul se referă la generalul român.  Pentru alte utilizări, vedeți Constantin Ionescu (dezambiguizare).
Constantin Ionescu (n. 23 septembrie 1882, Râmnicu Sărat, Râmnicu-Sărat, România – d. 7 iunie 1973, Iași, România) a fost un general și om politic român, care a îndeplinit funcția de primar al municipiului Iași în perioadele 10 octombrie 1938 - 9 octombrie 1940 și 6 ianuarie 1941 - 2 iunie 1943.
A fost decorat la 27 ianuarie 1942 cu Ordinul „Steaua României” în gradul de Comandor.
După deces, generalul Ionescu a fost incinerat pe 10 iunie 1973, la Crematoriul Cenușa.

## Decorații
- Ordinul „Steaua României”, în grad de Comandor (1942)[2]
- Ordinul „Mihai Viteazul” în grad de Cavaler.[3]
- Legiunea de onoare în grad de Cavaler.[3]